# Chlorolestes draconicus
Chlorolestes draconicus é uma espécie de libelinha da família Synlestidae.
Pode ser encontrada nos seguintes países: Lesoto e África do Sul.
Os seus habitats naturais são: rios.
Está ameaçada por perda de habitat.